# Ammoniumsulfamat
Ammoniumsulfamat ist eine anorganische chemische Verbindung: das Ammoniumsalz der Amidosulfonsäure.

## Verwendung
Ammoniumsulfamat wird – wie auch Ammoniumsulfat und Ammoniumdihydrogenphosphat – als Flammschutzmittel für Textilwaren und Papiere verwendet.
Außerdem dient es als Weichmacher für Papier, als nicht-selektives Herbizid besonders gegen Gehölze sowie ein- und mehrjährige Unkräuter im Forst, zum Sulfonamid-Nachweis im Blut und zur Reinigung von Tierhäuten vor dem Gerbprozess.

## Zulassung
In den Staaten der Europäischen Union und in der Schweiz sind keine Pflanzenschutzmittel mit diesem Wirkstoff zugelassen.